# Карантин

Сигнальний прапор, який називають «Жовтий Джек». Якщо судно входить у гавань під ним, це означає, що воно має стати у карантин

Каранти́н (від італ. quaranta — сорок) — адміністративні та медико-санітарні заходи на обмеження контактів інфікованої або підозрілої на інфікування особи (осіб), тварини, вантажу, товару, транспортного засобу, населеного пункту, на рівні країни або між державами, що застосовуються для запобігання поширенню деяких небезпечних інфекційних хвороб.

## Історія
Первинне слово «карантин» означало «час, що триває сорок днів» (італ. quarantena, від італ. quaranta giorni;— сорок днів). 1368 року 60-й венеційський дож Андреа Контаріні видав указ про необхідність примусового поселення тих людей, що прибували до Венеції, на окраїні міста в спеціально відведених будинках протягом 40 днів з постійним спостереженням за ними. Існує також думка, що вперше карантинні закони були видані тільки у 1374 р., в італійському місті Реджія (італ. Rhegium — місто, яке було того часу резиденцією герцогів Модени) (провінція Модена).
Але лише наприкінці XVIII століття вкоренилось і друге значення цього слова — «власне будинок, в якому приїжджі із заразливих місць мусять проводити перебування своє». Карантин при багатьох інфекційних хворобах, передусім натуральної віспі і чумі, до XX ст., як тепер зрозуміло зовсім невиправдано, тривав сорок днів, адже при найбільш заразних хворобах інкубаційний період триває значно менше. Карантин також означає у широкому вжитку ще й споруду для ізоляції хворих чи потенційно хворих, зокрема частину порту для прибулих суден.

### XIX століття

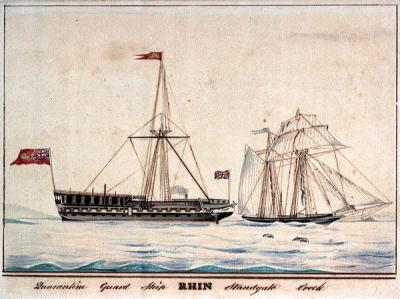

Епідемії жовтої гарячки спустошили міські громади Північної Америки протягом кінця XVIII — початку XIX століття. Епідемії холери та натуральної віспи тривали протягом ХІХ століття, а епідемії чуми досягли Гонолулу та Сан-Франциско з 1899 до 1901 року. Державні уряди, як правило, покладаються на кордон як географічний карантинний захід для контролю за переміщенням людей до охоплених епідемією територій та з них. Під час пандемії «іспанки», деякі громади запровадили захисну секвестрацію (іноді її називають «зворотним карантином»), щоб запобігти інфікуванню грипом здорового населення.

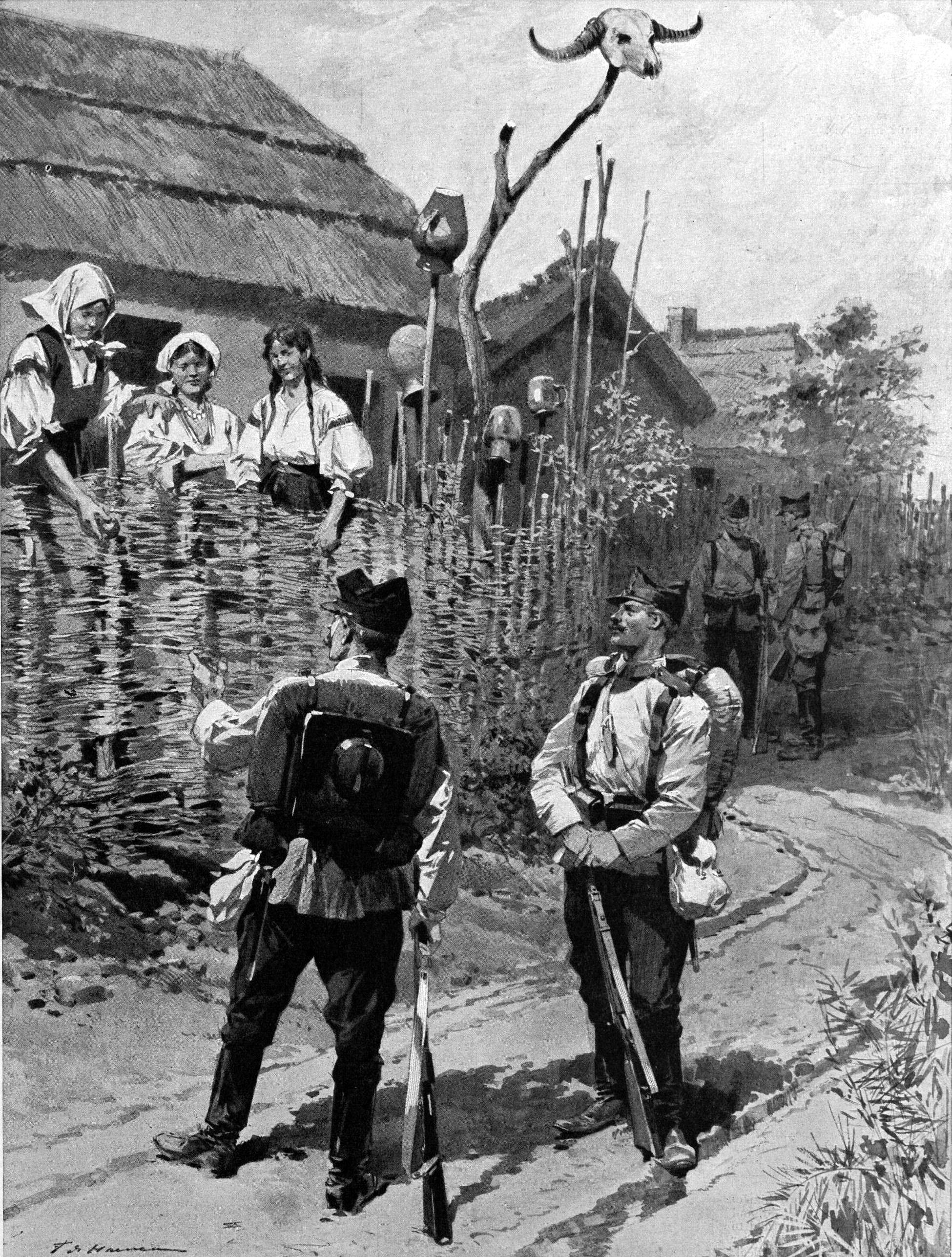
Ізоляція поселення в Румунії, жителі якого вважали, що лікарі отруюють людей, хоча насправді вони хворіли на холеру (1911)

До середини XIX століття Османська імперія створила карантинні станції, в тому числі в Анатолії та на Балканах. Наприклад, у порту Ізмір всі кораблі та їх вантаж оглядали, і в разі підозри на чуму, буксирували до окремих доків, а їхній персонал розміщувався в окремих будинках протягом певного періоду часу. У Фессалії, уздовж грецько-турецького кордону, всі мандрівники, що в'їжджають та виходять із Османської імперії, піддавалися карантину протягом 9–15 днів. Після появи чуми карантинні станції будуть мілітаризовані, а Османська армія залучила до прикордонного контролю перевірку на захворювання.

#### Міжнародні конвенції 1852—1927
Починаючи з 1852 р. було проведено декілька конференцій з участю європейських держав з метою уніфікувати заходи щодо запобігання поширення епідемій зі Сходу в межах Європи. Усі, окрім 1897 року, стосувалося поширення холери. Конференції у Парижі (1852), Константинополі (1866), Відні (1874) та Римі (1885), не дали бажаних результатів, проте на кожній з них розглядались питання зараження судна що прибувають з портів, і наближала до принципів, яким Велика Британія слідувала впродовж багато років. Ці конвенції дотримували такі країни як Іспанія, Португалія, Туреччина, Греція та Росія (а також англійські володіння того часу — Гібралтар, Мальта та Кіпр). Метою кожної міжнародної санітарної конвенції було зобов'язати уряди дотримуватись загальноприйнятого мінімуму профілактичних заходів, з можливістю подальших обмежень для окремих країн. Мінімум, визначений міжнародними конвенціями, був майже таким самим, як британська практика, яка в свою чергу була узгоджена з континентальними конвенціями у питаннях імпорту.
Венеційська конвенція від 30 січня 1892 р. стосувалася холери, що поширювалась маршрутом через Суецький канал; Дрезденська конвенція від 15 квітня 1893 р. — холери в європейських країнах; Паризька від 3 квітня 1894 р. — з холерою в паломницькому русі; а Венеційська від 19 березня 1897 р. була пов'язана із спалахом чуми на Сході, і ставила за мету на міжнародному рівні врегулювати заходи, покликані запобігти її поширенню в Європу. Додаткова конвенція була підписана в Парижі 3 грудня 1903 р.
17 січня 1912 року в Парижі було укладено багатосторонню міжнародну санітарну конвенцію. Ця конвенція була найбільш вичерпною і була призначена замінити всі попередні конвенції з цього питання. Її підписали 40 країн, конвенція налічувала 160 статей. 21 червня 1926 р. В Парижі була підписана ще одна багатостороння конвенція, яка замінила 1912 р. Її підписали 58 країн світу, конвенція налічувала 172 статті.
У Латинській Америці було укладено низку регіональних санітарних конвенцій. Така конвенція була укладена в Ріо-де-Жанейро 12 червня 1904 р. 21 квітня 1914 р. У Монтевідео було укладено санітарну конвенцію між урядами Аргентини, Бразилії, Парагваю та Уругваю. Конвенція стосувалась випадків холери, чуми та жовтої гарячки. Конвенція була ратифікована урядом Уругваю 13 жовтня 1914 року, парагвайським урядом 27 вересня 1917 року та бразильським урядом 18 січня 1921 року.
Також між європейськими державами були укладені санітарні конвенції. 24 червня 1922 р. була підписана радянсько-латвійська санітарна конвенція, на яку 18 жовтня 1923 р. були обмінені грамоти.. Двостороння санітарна конвенція була укладена між урядами Латвії та Польщі 7 липня 1922 р., щодо якої 7 квітня 1925 р. були обмінені грамоти.. Ще одна була укладена між урядами Німеччини та Польщі в Дрездені 18 грудня 1922 р. і набула чинності 15 лютого 1923 р.. Another one was signed between the governments of Poland and Romania on 20 December 1922. Ratifications were exchanged on 11 July 1923. Польський уряд також уклав таку конвенцію з радянським урядом 7 лютого 1923 р., набула чинності 8 січня 1924 р.5 вересня 1925 р. між урядами Польщі та Чехословаччини було укладено санітарну конвенцію, яку було ратифіковано 22 жовтня 1926 р. 9 липня 1926 р. між урядами Німеччини та Латвії була підписана конвенція, ратифікована 6 липня 1927 р..
Одним із перших питань, що розглядались у конвенціях з 1897 року, було встановлення інкубаційного періоду, що враховувався при плануванні адміністративних заходів. Як правило інкубаційний період визнавався коротким — 3-4 дні. Кожен уряд повинен був повідомити інші уряди про наявність чуми в межах декількох їх юрисдикцій і одночасно заявити про заходи профілактики, які проводяться для запобігання її розповсюдження. Зараженими вважалися ті райони, де хвороба переважала, натомість населені пункти в яких мали місце окремі випадки чуми не вважався зараженим, допоки захворювання не набувало поширення. Що стосується запобіжних заходів, які слід вжити на сухопутних кордонах, було вирішено, що під час поширення чуми кожна країна має повне право закривати свої сухопутні кордони. У Червоному морі було вирішено, що судно без хворих може пройти через Суецький канал і продовжити плавання в Середземномор'ї протягом інкубаційного періоду. Було також домовлено, що судна, що проходять через канал в карантині, повинні застосовувати світло як вдень так і вночі, а що пасажири можуть взяти карантин у цьому порту. Заражені судна, якщо на їх борту є лікар і та дезінфекційні засобами, мають право проходити через канал, за умови висадки лише хворих на чуму.

## Міжнародні медико-санітарні правила про карантин
У XXI столітті карантинні заходи чітко прописані в Міжнародних медико-санітарних правилах (ММСП) 2005 року. Відмінною особливістю нової редакції ММСП є новий список «інфекційних захворювань, які увійшли до переліку подій, що можуть являти собою надзвичайну ситуацію в системі охорони здоров'я в міжнародному масштабі».

### Групи інфекційних хвороб, які регулюються ММСП 2005р.
Згідно з додатком № 2 ММСП-2005 він розділений на дві групи.
- Перша група — «хвороби, які є незвичайними і можуть мати серйозний вплив на здоров'я населення»: натуральна віспа, поліомієліт, зумовлений диким поліовірусом, людський грип, який спричинює новий підтип (пандемічний), тяжкий гострий респіраторний синдром (ТГРС або англ. SARS), коронавірусна хвороба 2019 тощо.
- Друга група — це «хвороби, будь-яку подію з якими завжди оцінюють як небезпечну, оскільки ці інфекції виявили здатність чинити серйозний вплив на здоров'я населення і швидко поширюватися в міжнародних масштабах»: холера, легенева форма чуми, жовта гарячка, гарячка Ласса, хвороба, яку спричинює вірус Марбург, хвороба, яку спричинює вірус Ебола, гарячка Західного Нілу, хвороба, яку спричинює вірус Зіка. Сюди ж ММСП-2005 відносять інфекційні хвороби, «які становлять особливу національну та регіональну проблему»: гарячка денге для Азії та Південної Америки, гарячка Рифт Валлі для Африки, менінгококова інфекція для країн Центральної Африки («менінгітний пояс»), Саудівської Аравії в період хаджу.

Термін «особливо небезпечні хвороби» в міжнародній медичній практиці не існує.

### Терміни, що характеризують карантин в ММСП 2005 року
Згідно з ММСП-2005 
«Карантин — це обмеження діяльності і/або відокремлення від інших підозрілих на зараження осіб, які не є хворими, або підозрілих на зараження багажу, контейнерів, засобів перевезення чи товарів таким чином, щоб запобігти можливому поширенню інфекції чи контамінації».
У рамках цивільного захисту населення повний карантин — це сувора ізоляція осередка зараження (аж до застосування збройної охорони), організація постійного медичного спостереження і спеціального постачання населення. Карантинний режим вводять при виникненні будь-яких інфекційних хвороб на рівні установи, закладу, району тощо, а от на рівні цілої держави або міждержавний повний карантин може бути введений нині тільки у випадку виникнення легеневої форми чуми або появи натуральної віспи, що була ерадикована з природного середовища нашої планети, але можливо залишилась у вигляді лабораторних вірусних культур у арсеналі біологічної зброї деяких країн.
Є ще терміни, які використовують у міжнародній медичній практиці та їх визначено у ММСП 2005 р.
- «Контамінація — це наявність інфекційного або токсичного агента на поверхні тіла людини чи тварини, в / або на продукті, виготовлених для вживання, чи на інших неживих предметах, включаючи засоби перевезення, що може становити ризик для здоров'я населення»;
- «Ізоляція — це відокремлення хворих або заражених осіб чи контейнерів, засобів перевезення, багажу, товарів або поштових відправлень від інших таким чином, щоб запобігти поширенню інфекційної хвороби або контамінації»;
- «Підозрілий на зараження — це термін, що застосовують стосовно особи, багажу, вантажів, контейнерів, засобів перевезення, товарів або поштових відправлень, які, за думкою країни-учасника, піддавалися або могли піддаватися ризику для здоров'я населення і можуть бути можливим джерелом поширення хвороби»;